# ادبیات قرون وسطی

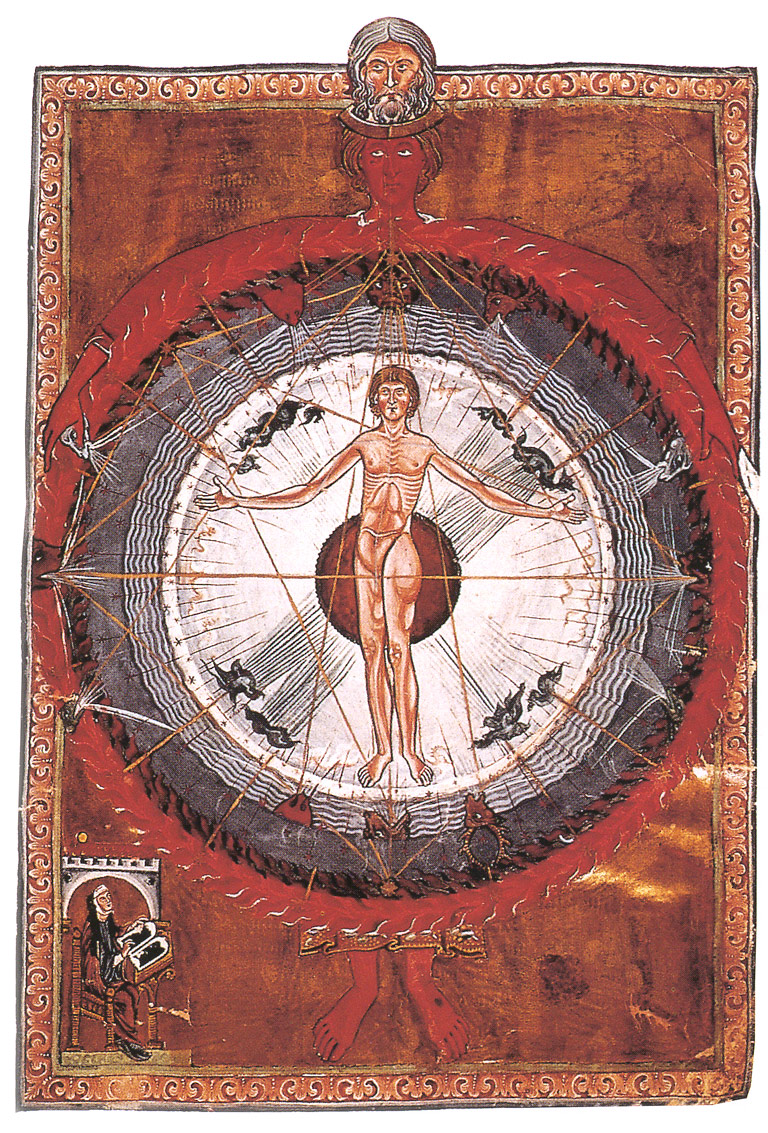
مینیاتوری از نسخه خطی Liber divinorum operum اثر هیلدگارد فون بینگن (سده سیزدهم میلادی).

ادبیات قرون وسطی به مجموعه آثار ادبی گفته می‌شود که در جهان باختر در درازای قرون وسطی (کمابیش ۱۰ سده، از سقوط امپراتوری روم در اواخر سده پنجم میلادی تا آغاز رنسانس فلورانس در اواخر سده پانزدهم میلادی) به‌وجود آمدند.
این ادبیات دارای هم آثار مذهبی و هم آثار سکولار است و حوزه مطالعاتی غنی و پیچیده‌ای را می‌سازد. در این ادبیات وجود چندین گونه ادبی پیدا شده که پیش‌درآمدی بر همه گونه‌های ادبی مدرن است. به دلیل تنوع بسیار و گستردگی زمان و مکان آن، دشوار است که آن را با عبارات کلی و بدون ساده‌سازی‌های مهم محدود کنیم، و بهتر است بر اساس کشور، زبان و ژانر به مطالعه آن بپردازیم.

## آشنایی
ادبیات قرون وسطی در آغاز در انحصار فرادستان فئودالی بود و آرمان‌های آنان را بازتاب می‌داد؛ مانند پرهیزگاری، وفاداری و دلیری؛ بنابراین نظام ارباب‌رعیتی، جامعه را پیکربندی و خود را در ادبیات منعکس می‌کرد. در نتیجه در ادبیات آن دوران صحنه‌های جنگی پرشمار بوده و ایمان مسیحی حضور فراگیر داشت. با این حال، از اواخر سده دوازدهم میلادی، بورژواها به لطفِ رشدِ صنعت و تولیدات، امتیازات اقتصادی و حقوقی به دست آوردند که در رقابت با قدرت اربابان بود؛ بنابراین شاهد پدیدار شدن فرم‌های تازه‌ای هستیم طنزآمیزتر مانند رومان د رنارت یا غنایی‌تر مانند شعر در سده‌های چهاردهم و پانزدهم میلادی که وارث شعر کورتوازی بود.

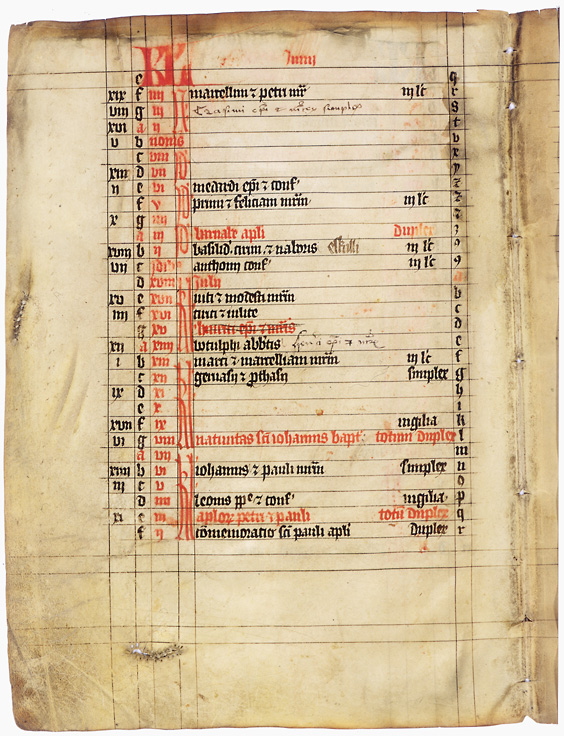
تقویم قدیسان، نسخه خطی دارای اصلیت فنلاندی (حدود ۱۳۴۰ - ۱۳۶۰ میلادی).

اکثر نویسندگان این دوره برای ما ناشناخته هستند؛ این گمنامی صرفاً ناشی از فقدان اسناد موجود برای آن دوره نیست، بلکه به دلیل تصوری از نقش نویسنده است که کاملاً با تصور رمانتیستی فعلی متفاوت است. نویسندگان قرون وسطی اغلب به آثار ادبی باستانی و پدران (آباء) کلیسا مراجعه می‌کردند و بیشتر تمایل به تغییر فرم یا زیباتر کردنِ داستان‌هایی داشتند که پیشتر خوانده یا شنیده بودند، تا اینکه خودشان داستان‌هایی نو بسازند. حتی زمانی که داستان تازه‌ای خلق می‌کردند، اثر خود را اغلب به یک شخص برجسته یا خیالیِ دیگر نسبت می‌دادند. ما نام نویسندگان بسیاری از آثار مهم را نمی‌دانیم، به ویژه آنان که مربوط به قرون وسطی آغازین بودند. تنها از سده دوازدهم به بعد، نام نویسندگان برای مردم جذابیت پیدا کرد.
بیشتر نوشته‌های حفظ شده با نسخه اصلیِ اثر، آشکارا تفاوت دارند. دلیل این تفاوت آن است که این آثار یا نگارشی از نوشته‌های دکلمه شده و خوانده شده هستند، یا رونوشتی از نوشته‌هایی که پیشتر نگاشته شده بودند. در حین نقل دهان به دهان یک اثر، وفاداری به نویسنده‌ای که اغلب ناشناس بود، احتمال بسیار کمی داشت. از سوی دیگر، نوشتگران صومعه‌ها هر جا که صلاح می‌دیدند به خود اجازه اصلاح می‌دادند؛ بنابراین نوشته‌ها پس از خلق شدن در معرض تغییر بودند؛ هر راوی یا نوشتگر جدید آثار را بر پایه سلیقه خود یا سلیقه مردم روزگار اصلاح می‌کرد و نویسنده مشترک اثر می‌شد.
ادبیات قرون وسطی در سده‌های شانزدهم و هفدهم میلادی، وجهه پایینی داشت. برای نمونه در درازای رنسانس، ادبیات قرون وسطی «تاریک» و «تاریک‌اندیش» و «بربر» دانسته می‌شد. در سده نوزدهم، رمانتیک‌ها آن را دریابیدند و در حد ارزش واقعی که داشت، آن را تحسین کردند. امروزه ادبیات قرون وسطی همچنان خوانده و از نو تفسیر می‌شود. اسطوره‌هایی که در این ادبیات خلق شدند همچنان الهام‌بخش هستند؛ مانند تریستان و ایزولت که پایه‌گذار مفهوم عشق در جهان باختر است.

## زبان‌ها

### زبان‌های علمی

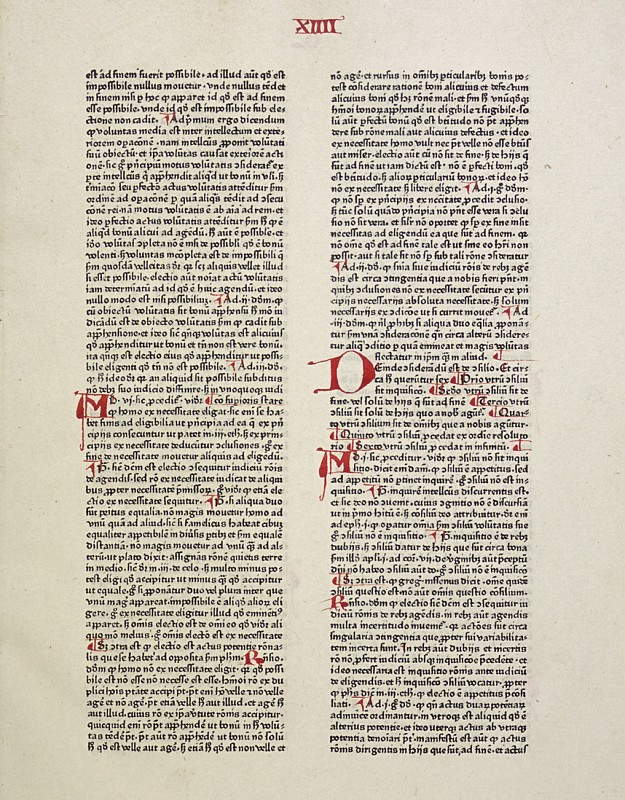
مدخل الهیات از توماس آکویناس.

لاتین، زبان کلیسای کاتولیک است که بر اروپای باختری و میانه تسلط دارد و عملاً تنها منبع برای آموزش بود. این زبان برای نوشته‌های قرون وسطایی گسترش یافت، حتی در مناطقی که هرگز رومی نشده‌بودند. حال آنکه در اروپای خاوری تحت تأثیر امپراتوری بیزانس و کلیسای ارتدکس، زبان‌های یونانی و اسلاوی کلیسایی زبان‌های غالب بودند.

### زبان‌های عامیانه
مردم عادی همچنان به استفاده از زبان‌های محلی خود، که در حال تکامل بودند، ادامه دادند. این زبان‌ها در تعداد فزاینده‌ای از آثار یافت می‌شوند، برای نمونه سرود رولان (فرانسوی باستان)، بیوولف (انگلیسی باستان)، سرود نیبلونگ‌ها (آلمانی بالای میانه) یا Digénis Akritas (یونانی میانه). اگرچه این حماسه‌ها را عموماً اثر نویسنده‌ای واحد در نظر می‌گیرند (که بیشتر، ناشناس هستند)، آنها بر پایه روایاتی بودند که از سنت‌های شفاهی کهن‌تر گرفته شدند، برای نمونه از پهلوان‌نامه‌های یونان باستانی چرخه تروا. همچنین سنت‌های سلتی در لای‌های مری دو فرنس،  مابینوگیون (ولزی میانه) و چرخه آرتورین به جای ماندند.
اگرچه زبان‌های محلی عمدتاً توسط مردم عادی به کار برده می‌شدند، می‌توان در میان اشراف نیز مشاهده کرد نوشته‌هایی را که هم به لاتین و هم به این زبان‌های منطقه‌ای نگاشته شده‌اند؛ این مورد به ویژه در سده سیزدهم میلادی و در نوشته‌های مارگریت دوئن دیده می‌شود.

## گونه‌شناسی آثار

### آثار مذهبی

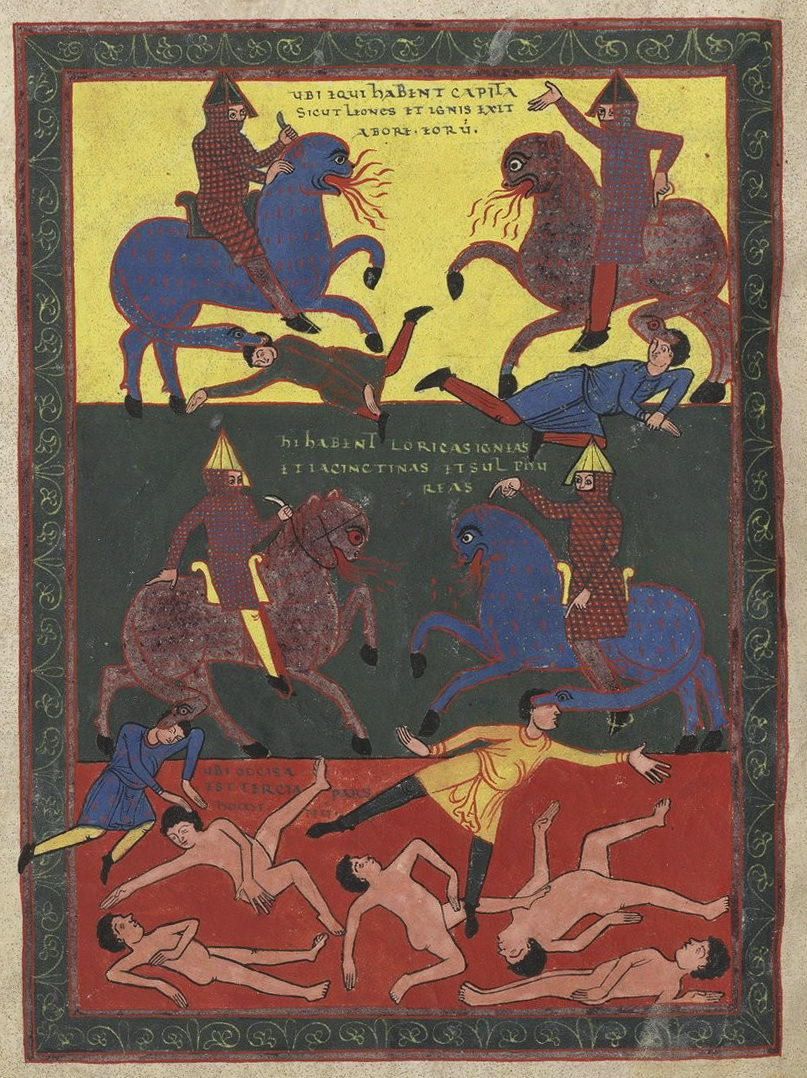
اسب‌هایی با سر شیر، آخرالزمان سنت‌سور (سده یازدهم میلادی).

بیشترین آثاری که در درازایِ قرون وسطی در کتابخانه‌ها یافت می‌شدند، آثار مربوط به الهیات بودند. در واقع، زندگی عقلی توسط دین مسیحیت سازماندهی می‌شد، بنابراین ادبیاتِ ملهم از دین فراوان‌ترین بود. سرودهای مذهبی بسیار زیادی از این دوره در دست است (اعم از لیتورژیک (نیایش‌سرایی) و پارالیتورژیک). نیایش‌سرایی به خودی خود هیچ فرم ثابتی نداشت؛ برای نمونه ما کتب دعای بسیاری در اختیار داریم که بر مفاهیم خاصی از مراتب عشای ربانی گواهی می‌دهند.
استادان اندیشمند بزرگی همچون توماس آکویناس، پیر آبلار و انسلم کانتربری رساله‌های خداشناسی و فلسفی طولانی نوشتند و اغلب کوشیدند تا میراث نویسندگان بت‌پرست باستانی را با آموزه‌های کلیسا سازگار کنند. تعداد زیادی از سِپَنت‌نگاری‌ها یا «زندگی قدیسان» از این دوره به جا مانده، که به گسترش ایمان مسیحی کمک می‌کردند و در میان مردم بسیار محبوب بودند؛ مانند افسانه زرین از ژاک دو وراژین که در زمان خود به چنان محبوبیتی رسید که حتی بیشتر از کتاب مقدس خوانده می‌شد.
فرانسیس آسیزی شاعری پرکار بود و وارثانش، فرانسیسکن‌ها، اغلب خودشان شعرهایی می‌نوشتند به عنوان گواهی بر ایمانشان. روز خشم و استابات ماتر دو تا از برجسته‌ترین نوشته‌های مذهبی لاتین هستند. شعر گولیاردی (اشعار چهار مصرعی طنز) توسط برخی روحانیون برای بیان اعتراضات به کار برده می‌شد.
تنها نوشته‌های مذهبی منتشر شده‌ای که توسط روحانیون به‌وجود نیامدند، نمایش کرامات بودند؛ این تئاتر مذهبی که از صحنه‌های متوالی کتاب مقدس تشکیل می‌شد، توسط گروه‌های آماتور اجرا می‌شد. متن این نمایشنامه‌ها اغلب توسط اصناف محلی کنترل می‌شدند و تئاتر به‌طور منظم در روزهای یکشنبه و اعیاد اجرا می‌شد که گاه کلِّ روز تا پاسی از شب طول می‌کشید.
در درازای قرون وسطی، جوامع یهودی اروپا نیز دارای نویسندگان برجسته فراوانی بودند. از جمله شناخته‌شده‌ترین و تأثیرگذارترین آنها می‌توان ابن میمون از کوردوبا و راشی از تروا را نام برد.

### آثار سکولار

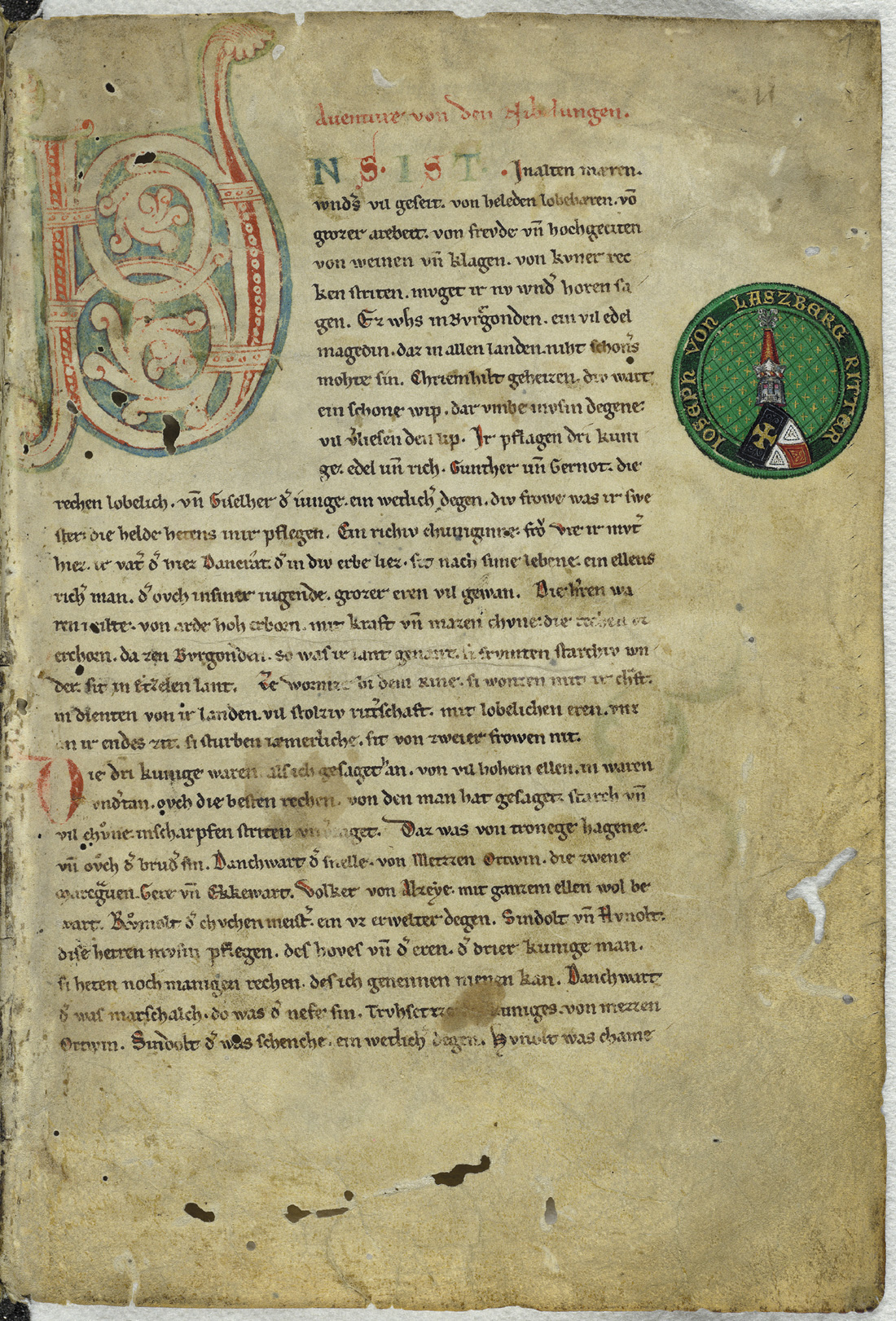
نسخه خطی سرود نیبلونگ‌ها (v. 1220).

اگرچه آثار ادبی سکولار در این دوره به اندازه آثار ادبی مذهبی خلق نشدند، ولی این آثار به میزان خوبی به دست ما رسیدند و امروزه پیکره‌ای غنی از نوشته‌های سکولار در اختیار داریم.
موضوع عشق کورتوازی از سده یازدهم اهمیت پیدا کرد، به ویژه در زبان‌های رومی (اصولا در فرانسوی، اکسیتان، توسکانی، گالیسی-پرتغالی، کاستیلان و کاتالان) و در یونانی، جایی که حماسه‌سرایان دوره‌گرد یا همان تروبادورها، به لطف ترانه‌هایشان امرار معاش می‌کردند. اگرچه آثار تولید شده توسط تروبادورها عموماً طولانی هستند، با این همه فرم‌های کوتاه‌تری نیز وجود دارند (برای نمونه اوباد را ببینید). در آلمان، مینسنگرها سُنَت تروبادورها را ادامه دادند.
افزون بر حماسه‌های سنّت آلمانی (مانند بیوولف و نیبلونگلید)، ترانه‌های پهلوانی فرانسه کهن (سرود رولان یا Digénis Akritas که به ترتیب به سنّت‌های ماهیت فرانسه و آهنگ‌های انتقادی تعلق دارند) و داستان‌های عاشقانه کوتاه در سنت رمان کورتوازی که به ماهیت بریتن و ماهیت رم می‌پردازد، در آن دوره به محبوبیت زیادی دست یافتند. تفاوت رمان کورتوازی با ترانه‌های پهلوانی فرانسه کهن نه فقط در موضوعات پرداخته شده، بلکه به دلیل تأکید آن بر عشق و جوانمردی به زیان دلاوری‌های جنگی است.
«ادبیات کمیک و پارودیک قرون وسطی بسیار غنی بود. فراوانی و گوناگونی فرم‌های پارودیک آن به قرون وسطی در روم [به ملکه دوران باستان] برمی‌گردد [. . .]. به ویژه سُنَت ساترنالیا به شکلی متفاوت در طول قرون وسطی حفظ شد». «از پیدایش قرون وسطی، سلسله قابل توجهی از آثار پارودیک پدیدار شدند. یکی از آنها سینا سیپریانیِ معروف است، «شام آخر سیپریان» [. . .] تمام جزئیات این اثر، عینی و موشکافانه با نوشتارهای مقدس مطابقت دارند، ولی همزمان این اثر به یک کارناوال یا به‌طور دقیق‌تر به یک ساترنالیا تبدیل شد». میخائیل باختین، نویسنده این تحلیل، نمونه‌های دیگری را ذکر می‌کند: Virgilius Maro Grammaticus، تقلیدهای لیتورژیک (نیایش‌سرایی دائم‌الخمرها، نیایش‌سرایی بازیگران ...)، سرودهای پارودیک، کارمینا بورانا و غیره.
به ویژه در اواخر این دوره، شعر سیاسی نیز وجود داشت و فرم گولیاردی توسط هم نویسندگان سکولار و هم روحانیون استفاده می‌شد.
ادبیات سفر در سرتاسر قرون وسطی بسیار محبوب بود. داستان‌های شگفت‌انگیز سرزمین‌های دور (اغلب زیباتر یا کاملاً ابداع شده) جامعه‌ای را سرگرم می‌کرند که اکثریت مردم آن، تمام زندگی خود را در همان محدوده‌ای می‌گذرانند که در آن به دنیا آمده بودند. برای نمونه، داستان‌های ژان دو ماندویل که به بسیاری از زبان‌ها نیز ترجمه شده‌اند، در پایان قرون وسطی بسیار تأثیر گذار بوده‌است.
در عین حال می‌بایست اهمیت سفرهای زیارتی در آن دوره را مورد ملاحظه قرار داد، به ویژه زیارت کامینو د سانتیاگو که در حکایات کنتربری از جفری چاوسر آمده‌است.

### آثار ادبی زنان

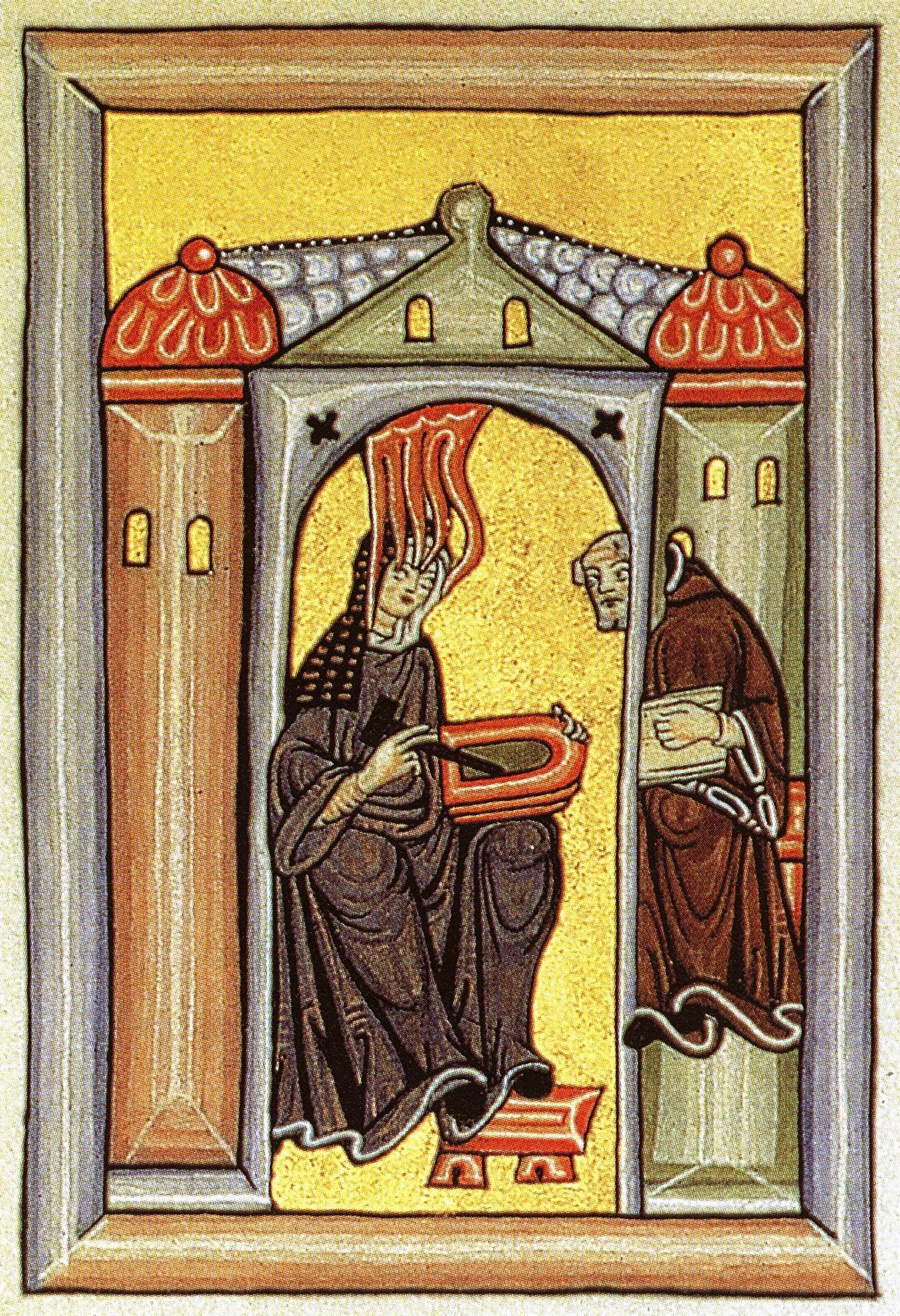
به هیلدگارد بینگنی وحی می‌شود، نسخه خطی قرون وسطایی.

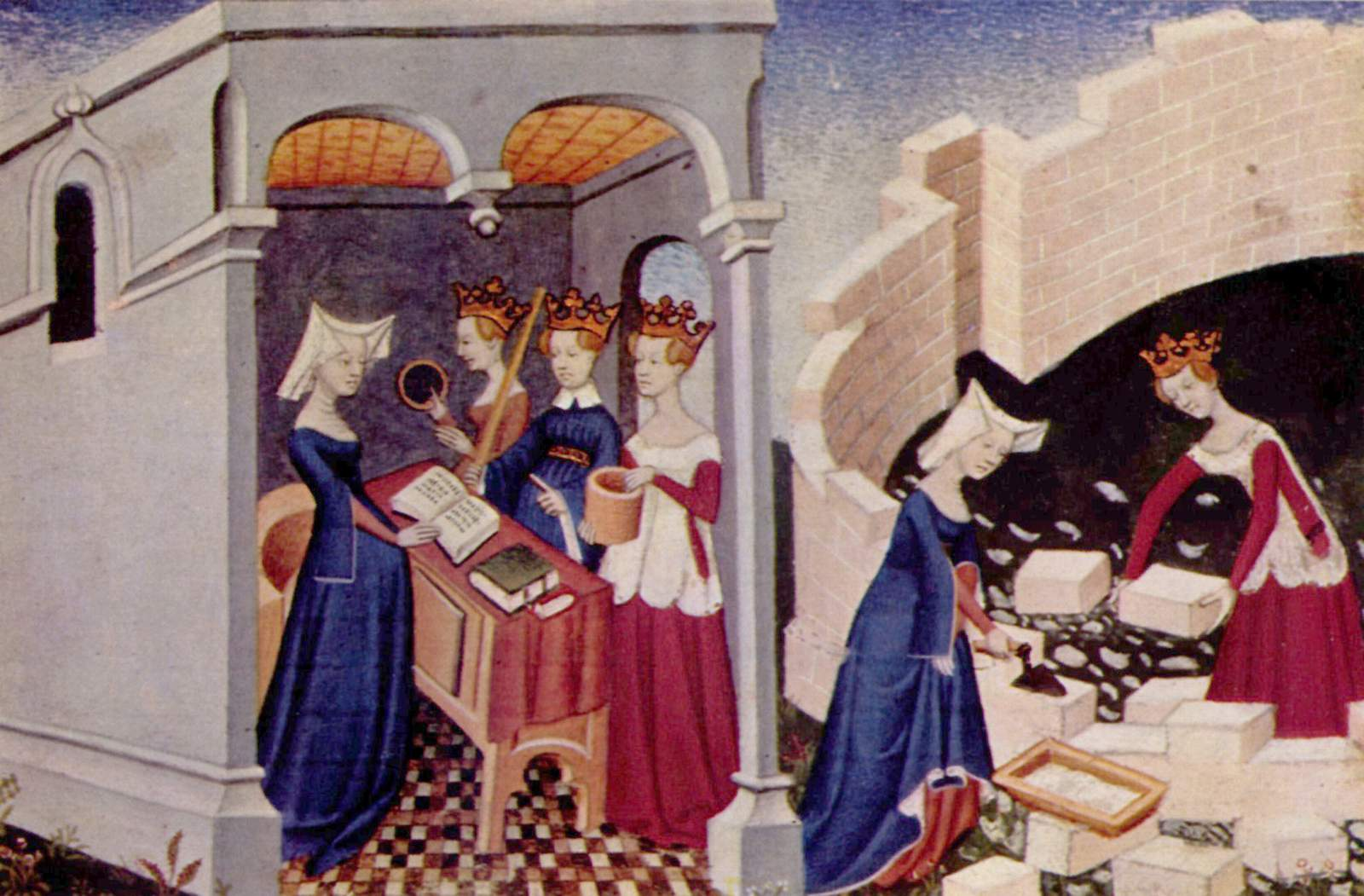
مینیاتور شهر بانوان اثر کریستین دو پیزان (ابتدای سده پانزدهم میلادی).

اگرچه زنان در قرون وسطی عموماً تحصیلات نظری نداشتند، ولی برخی از آنان توانستند آثار ادبی خلق کنند و نام چند تن از آن زنان به دست ما رسیده‌است. نوشته‌های مذهبی رایج‌ترین راه برایشان بود. برخی از زنان که اندیشه‌ها، وحی‌ها و دعاهای خود را منتشر کردند، بعدها قدیس شدند.
شناخت ما از زنان در قرون وسطی تا اندازه‌ای از نوشته‌های راهبه‌هایی همچون کلر آسیزی، بیرگیتای سوئد و کاترینای سیه‌نا به دست می‌آید. با این حال متداول بود که دیدگاه‌های مذهبیِ زنان توسط روحانیون مسیحی، خلافِ عُرف تلقی شوند و مکاشفات عرفانی نویسندگان زنی همچون جولیان نورویچ و هیلدگارد بینگنی، نهادها را با تجربه‌ای آزاردهنده مواجه کردند. فرجام اثر مارگریت پرت به همراه خود او، بر چوبه مرگ (سوزانده شدن) بود.
شماری از زنان نیز آثار سکولار نوشتند. نوشته‌های ماری دو فرانس و کریستین دو پیزان، هم به دلیل ارزش ادبی و شعری که دارند و هم به خاطر بینشی که نسبت به جامعه قرون وسطی ارائه می‌دهند، همچنان بررسی می‌شوند.

### تمثیل

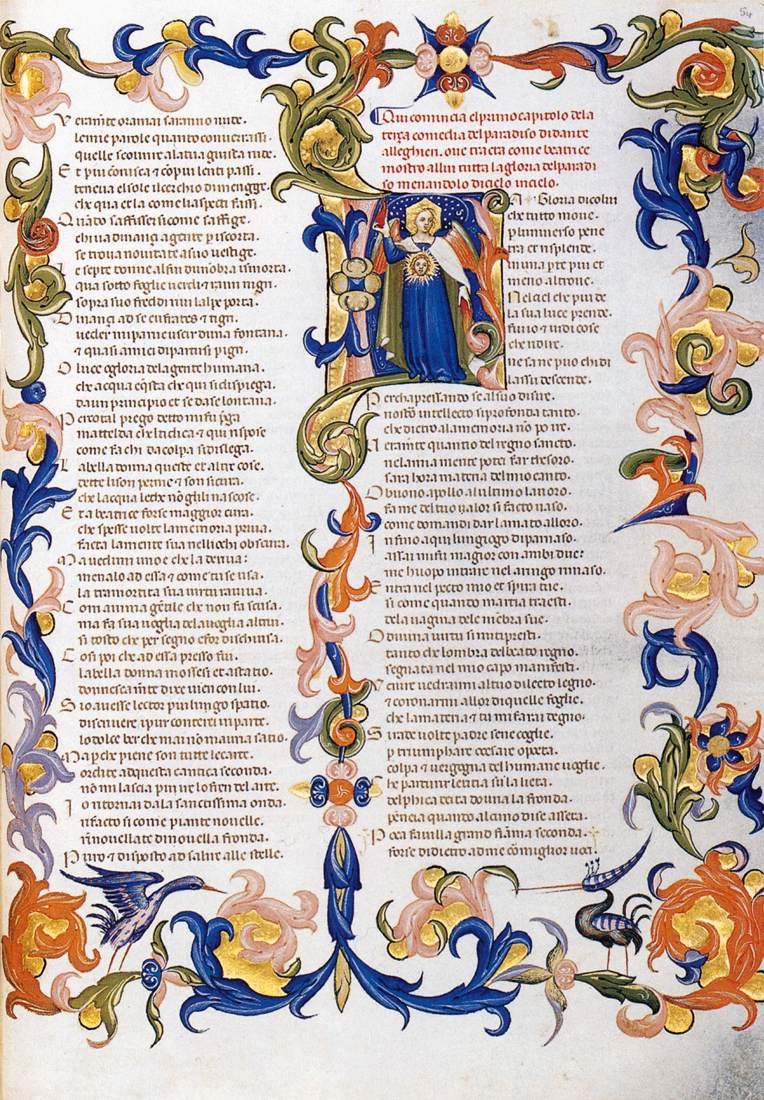
صفحه‌ای از کمدی الهی دانته آلیگری (Folio 54r)، میان سال‌های ۱۳۸۶ و ۱۳۸۸ میلادی.

در میان بسیاری از شیوه‌های ادبی که در ادبیات قرون وسطی به کار رفتند، باید به تمثیل اشاره ویژه‌ای کرد، زیرا که جایگاه برجسته‌ای در این دوره داشت.
بیشتر آثار ادبی قرون وسطی برای انتقال درس اخلاقی که نویسنده هنگام نوشتن مدنظر داشت، به تمثیل متکی بودند. بازنمود کیفیت‌های انتزاعی، رویدادها و نهادها بخش مهمی از ادبیات این دوره را تشکیل می‌دهند.
نخستین تمثیل که بیشترین تأثیر را داشت، Psychomachie (مبارزه با ارواح) از پرودنس (۳۴۸ میلادی - درگذشت در حدود ۴۰۵/۴۱۰ میلادی) بود. این کتاب از آموزه چهار عقیده نوشتار مقدس الهام گرفته شده‌است. همچنین نمونه‌های دیگری مانند رؤیای جهنم، اثر رائول دو هودنک (در حدود ۱۱۶۵/۱۱۷۰ میلادی - درگذشته حدود ۱۲۳۰ میلادی)، رمان دلا رز، کمدی الهی دانته آلیگیری (۱۲۶۵–۱۳۲۱ میلادی)، پیرس پلومن، شهر بانوان از کریستین دو پیزان (۱۳۶۴- حدود ۱۴۳۰ میلادی)، ترجمه شده به انگلیسی توسط جفری چاسر (حدود ۱۳۴۰–۱۴۰۰) که تمثیل اصیل House of Fame یا رومان دو فاول را ساخته‌است.

## ژانرها و فرم‌های اصلی
- آهنگ انتقادی؛
- ترانه پهلوانی؛
- سِپَنت‌نگاری؛

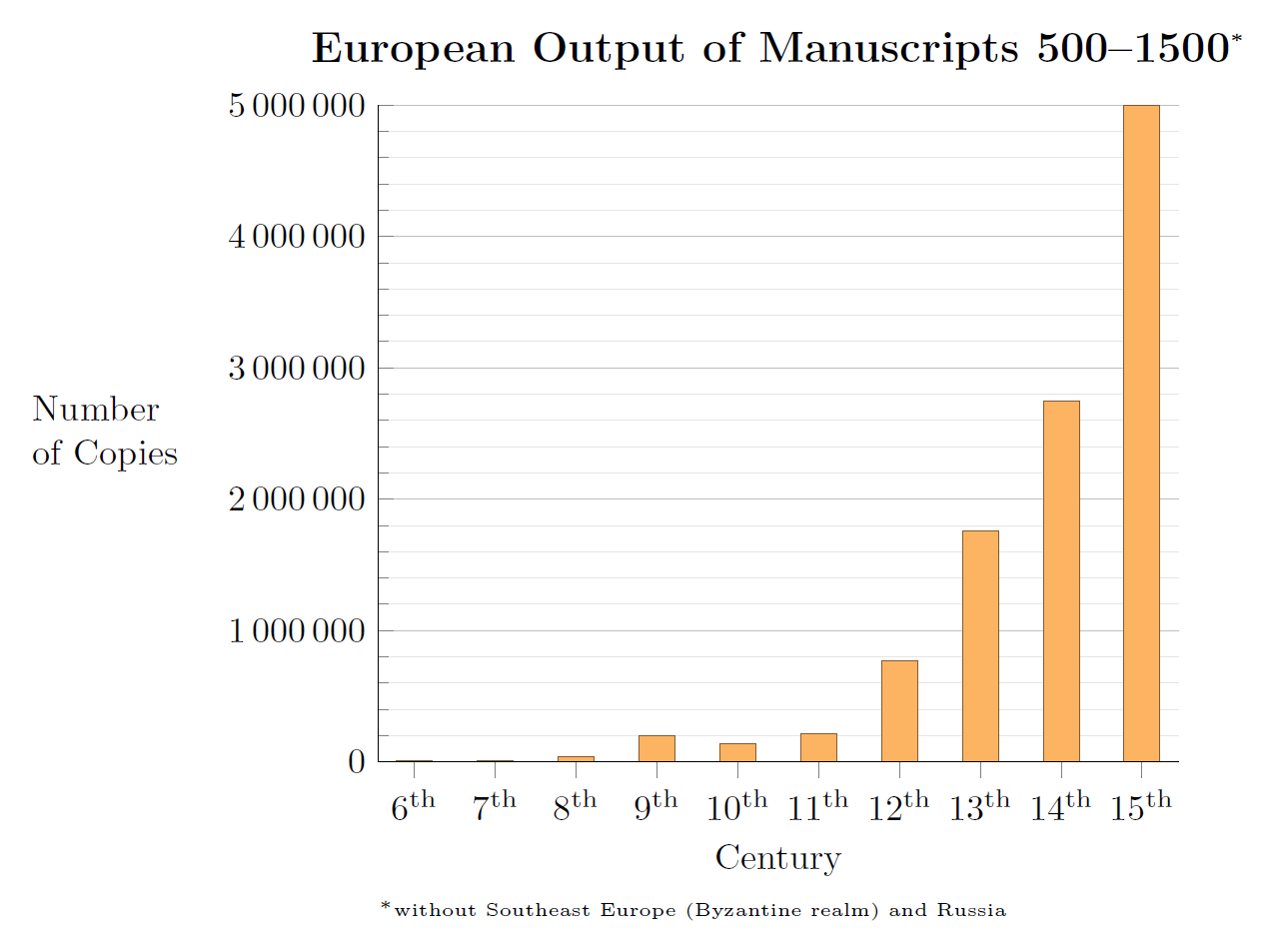
تألیف نسخه‌های خطی قرون وسطی.

- ادبیات بورژوازی: فابلیو، خل‌بازی، لوده‌گری و شعر؛
- ادبیات کورتوازی: رمان و شعر، آینه، بلسون؛
- شعر: لای، ویرلای، پاستورل، بالاد و روندو؛
- ادبیات تعلیمی: ایزوپت؛
- تئاتر: تک‌گویی، درام لیتورژیک، فَرجود، نمایش کرامات، اخلاق؛
- سرگذشت‌نامه؛
- فلسفه مدرسی؛
- موعظه و موعظه شادی‌آور؛
- شانتوفبل؛
- ادبیات فرانسه در قرون وسطی، شعر فرانسه در قرون وسطی.

## برای بیشتر خواندن
- Edgard de Bruyne, Études d'esthétique médiévale, De Tempel, 3 vol. , Brugge, 1946.
- Umberto Eco, Art et beauté dans l'esthétique médiévale, Paris, Le Livre de Poche, 1997.
- Jean-Charles Huchet, Littérature médiévale et psychanalyse, PUF, col. «Écriture ", Paris, 1990 شابک ‎۲۱۳۰۴۲۲۹۷۷.
- Jacques Glenisson (s. dir.), Le Livre au Moyen Âge, éditions du CNRS, Paris, 1988.
- Paul Zumthor:
  - «Y a-t-il une littérature médiévale ?» , in Poétique no 66, 1986 ;
  - La Lettre et la voix. De la " littérature " médiévale, Le Seuil, Paris, 1987.
- Charles Baladier, Aventure et discours dans l'amour courtois, éd. Hermann, 2010 شابک ‎۹۷۸ ۲ ۷۰۵۶ ۷۰۲۲ ۱.